# Песчаные акулы (фильм)
«Песчаные акулы» (англ. Sand Sharks) — американский фантастический фильм ужасов с элементами чёрной комедии, срежиссированный ранее работавшим на студию The Asylum режиссёром Марком Анткинсом, вышедший в 2011 году сразу на видеоносителях. На телевидении в США был показан на канале Syfy Universal, в России — на канале ТВ3.

## Сюжет
Действие происходит в небольшом курортном городке в самый разгар пляжного сезона. В самом начале фильма двое мотоциклистов катаются недалеко от пляжа. Неожиданно прямо из песка выскакивает огромная рыба и проглатывает одного из них. Через несколько секунд та же участь настигает второго мотоциклиста. После этого на прибрежной территории начинают происходить всё новые и новые случаи загадочных убийств и исчезновений людей. Вскоре выясняется, что убийцами являются акулы, принадлежащие неизвестному науке виду. Эти создания способны не только плавать с огромной скоростью, но и легко перемещаться под песком, выискивая добычу. Поймать или убить их очень сложно. Полиция требует закрыть пляж. Однако организатор праздников и вечеринок для отдыхающих делает всё, чтобы скрыть от людей правду и не допустить закрытия пляжа и отмены мероприятий, которые приносят ему большую прибыль. Он не задумывается, к каким страшным последствиям это может привести.